# Lísies (ambaixador)
Lísies (en llatí Lysias, en grec antic Λυσίας "Lisías") fou un ambaixador selèucida.
Antíoc III el Gran el va enviar l'any 196 aC a Grècia per entrevistar-se amb els deu comissionats romans enviats pel senat romà per tal de fixar els afers de Grècia davant de Flaminí, segons diu Polibi. Més tard va estar present a l'entrevista entre el rei i els ambaixadors romans a Lisimàquia. Appià diu que també va acompanyar a Hegesianax i Mènip en la seva ambaixada a Roma del 193 aC, però Titus Livi no l'esmenta aquest cop.